# Tag League Greatest
A Tag League Greatest é um torneio de Luta profissional Competições de todos contra todos de duplas gerido pela Wrestle-1. foi criado em 2014. O Torneio inaugural, que foi realizada para determinar os primeiros Wrestle-1 Tag Team Champions, que foi gahnou pelo Kaz Hayashi e Shuji Kondo.

## Resultados

### Lista de vencedores
- 2014: Kaz Hayashi e Shuji Kondo

### 2014
A Tag League Greatest 2014 tem dois blocos contendo cinco participantes cada e ocorreu entre 15 e 30 de novembro de 2014. Os vencedores do torneio tornavam-se o inaugurais Wrestle-1 Tag Team Champions. Os dois blocos que contêm as dez equipes participantes foram reveladas em 3 de Novembro. O nome das equipes mais tarde reveladas no dia 14 de novembro. No torneio, uma vitoria e equivalente a dois pontos, um empate um ponto e uma derrota zero pontos. As duas melhores equipes de cada bloco avança para as finais. As lutas no torneio tinha um limite de tempo de 30 minutos, o que é o mesmo que corresponde para as lutas na Wrestle-1. Em 27 de novembro Seiki Yoshioka saiu do torneio com uma lesão no joelho, forçando a sua equipe perder no seu ultimo combate do torneio. Em 30 de Novembro, Team 246 (Kaz Hayashi e Shuji Kondo) derrotaram os new Wild order (Akira e Manabu Soya) nas finais para ganhar o torneio e para tornarem-se os campeões inaugurais da Wrestle-1.
| A                                                 | A          | B                                                | B          |
| Lutadores                                         | Pontuações | Lutadores                                        | Pontuações |
| Masayuki Kono e Tajiri (Desperado)                | 8          | Kai e Ryota Hama (Akatenrou)                     | 6          |
| Kaz Hayashi e Shuji Kondo (Team 246)              | 6          | Akira e Manabu Soya (new Wild order)             | 5          |
| Jiro Kuroshio e Masakatsu Funaki (Ikemen Samurai) | 4          | Minoru Tanaka e Seiki Yoshioka (Too Sharp)       | 4          |
| Taiyō Kea e Yasufumi Nakanoue (Sunrise)           | 2          | Hiroshi Yamato e Seiya Sanada (Seiya to Hiroshi) | 4          |
| Mazada e Nosawa Rongai (Tokyo Gurentai)           | 0          | Koji Doi e Yusuke Kodama (Novus)                 | 1          |
| ------------------------------------------------- | ---------- | ------------------------------------------------ | ---------- |

| A               | Kuroshio Funaki         | Hayashi Kondo           | Kono Tajiri            | Mazada Nosawa           | Kea Nakanoue            |
| --------------- | ----------------------- | ----------------------- | ---------------------- | ----------------------- | ----------------------- |
| Kuroshio Funaki | X                       | Hayashi Kondo (12:10)   | Kono Tajiri (10:52)    | Kuroshio Funaki (09:55) | Kuroshio Funaki (12:38) |
| Hayashi Kondo   | Hayashi Kondo (12:10)   | X                       | Kono Tajiri (14:46)    | Hayashi Kondo (06:28)   | Hayashi Kondo (13:28)   |
| Kono Tajiri     | Kono Tajiri (10:52)     | Kono Tajiri (14:46)     | X                      | Kono Tajiri (03:35)     | Kono Tajiri (09:18)     |
| Mazada Nosawa   | Kuroshio Funaki (09:55) | Hayashi Kondo (06:28)   | Kono Tajiri (03:35)    | X                       | Kea Nakanoue (07:54)    |
| Kea Nakanoue    | Kuroshio Funaki (12:38) | Hayashi Kondo (13:28)   | Kono Tajiri (09:18)    | Kea Nakanoue (07:54)    | X                       |
| B               | Akira Soya              | Yamato Sanada           | Kai Hama               | Doi Kodama              | Tanaka Yoshioka         |
| Akira Soya      | X                       | Empate (30:00)          | Kai Hama (16:22)       | Akira Soya (09:52)      | Akira Soya (14:46)      |
| Yamato Sanada   | Empate (30:00)          | X                       | Yamato Sanada (17:08)  | Empate (30:00)          | Tanaka Yoshioka (15:50) |
| Kai Hama        | Kai Hama (16:22)        | Yamato Sanada (17:08)   | X                      | Kai Hama (12:05)        | Kai Hama (Desistência)  |
| Doi Kodama      | Akira Soya (09:52)      | Empate (30:00)          | Kai Hama (12:05)       | X                       | Tanaka Yoshioka (10:20) |
| Tanaka Yoshioka | Akira Soya (14:46)      | Tanaka Yoshioka (15:50) | Kai Hama (Desistência) | Tanaka Yoshioka (10:20) | X                       |

|  | Semifinais | Semifinais      | Semifinais      |                 |              | Final        | Final | Final |  |
|  |            |                 |                 |                 |              |              |       |       |  |
|  | A1         | Kono e Tajiri   | Pin             |                 |              |              |       |       |  |
|  | A1         | Kono e Tajiri   | Pin             |                 |              |              |       |       |  |
|  | B2         | Akira e Soya    | 09:15           |                 |              |              |       |       |  |
|  | B2         | Akira e Soya    | 09:15           |                 | Akira e Soya | Akira e Soya | Pin   |       |  |
|  |            |                 |                 |                 | Akira e Soya | Akira e Soya | Pin   |       |  |
|  |            |                 | Hayashi e Kondo | Hayashi e Kondo | 26:05        |              |       |       |  |
|  | B1         | Kai e Hama      | Hayashi e Kondo | Hayashi e Kondo | 26:05        | Pin          |       |       |  |
|  | B1         | Kai e Hama      |                 |                 |              |              |       |       |  |
|  | A2         | Hayashi e Kondo | 11:37           |                 |              |              |       |       |  |

## Ver Tambem
- World Tag League
- World's Strongest Tag Determination League
- Global Tag League
- Furinkazan Tag League

## Referencias
1. ↑  «Wrestle-1タッグ王座新設のお知らせ». Wrestle-1 (em japonês). 22 de setembro de 2014. Consultado em 22 de setembro de 2014
2. ↑  «『First Tag League Greatest～初代タッグ王者決定リーグ戦～』出場チーム、大会概要、公式戦日程決定!!». Wrestle-1 (em japonês). 3 de novembro de 2014. Consultado em 3 de novembro de 2014
3. ↑  Ｗ―１初代タッグ王座決定リーグ戦出場チーム決定. Tokyo Sports (em japonês). 4 de novembro de 2014. Consultado em 4 de novembro de 2014
4. ↑  初代Ｗ-１タッグ王座　組み合わせ発表. Daily Sports Online (em japonês). Kobe Shimbun. 4 de novembro de 2014. Consultado em 4 de novembro de 2014
5. 1 2  «いよいよ明日開幕！「First Tag League Greatest～初代タッグ王者決定リーグ戦～」出場各チーム名称決定!!». Wrestle-1 (em japonês). 14 de novembro de 2014. Consultado em 14 de novembro de 2014
6. 1 2 3  11月28日（金）神奈川・横浜ラジアントホール大会、変更後の対戦カードのお知らせ. Wrestle-1 (em japonês). 27 de novembro de 2014. Consultado em 28 de novembro de 2014
7. ↑  Ｗ―１吉岡が緊急入院. Tokyo Sports (em japonês). 28 de novembro de 2014. Consultado em 28 de novembro de 2014
8. ↑  W-1 11.30後楽園大会　初代タッグ王者決定リーグ優勝決定戦、W-1王座＆EWPインターコンチW前哨戦. Battle News (em japonês). 30 de novembro de 2014. Consultado em 30 de novembro de 2014
9. ↑  カズ＆近藤が初代Ｗ－１タッグ王者. Tokyo Sports (em japonês). 1 de dezembro de 2014. Consultado em 1 de dezembro de 2014
10. 1 2 3 4 5 6 7 8  «Cópia arquivada» Wrestle-1 Tour 2014 First Tag League Greatest ～初代タッグ王者決定リーグ戦～. Wrestle-1 (em japonês). 17 de novembro de 2014. Consultado em 17 de novembro de 2014. Arquivado do original em 29 de novembro de 2014
11. 1 2 3 4 5 6  «Cópia arquivada» Wrestle-1 Tour 2014 First Tag League Greatest ～初代タッグ王者決定リーグ戦～. Wrestle-1 (em japonês). 28 de novembro de 2014. Consultado em 28 de novembro de 2014. Arquivado do original em 17 de dezembro de 2014
12. 1 2 3 4 5 6 7 8  «Cópia arquivada» Wrestle-1 Tour 2014 First Tag League Greatest ～初代タッグ王者決定リーグ戦～. Wrestle-1 (em japonês). 15 de Novembro de 2014. Consultado em 15 de novembro de 2014. Arquivado do original em 29 de novembro de 2014
13. 1 2 3 4 5 6 7 8  «Cópia arquivada» Wrestle-1 Tour 2014 First Tag League Greatest ～初代タッグ王者決定リーグ戦～. Wrestle-1 (em japonês). 22 de novembro de 2014. Consultado em 22 de novembro de 2014. Arquivado do original em 6 de abril de 2015
14. 1 2 3 4 5 6 7 8  «Cópia arquivada» Wrestle-1 Tour 2014 First Tag League Greatest ～初代タッグ王者決定リーグ戦～. Wrestle-1 (em japonês). 19 de Novembro de 2014. Consultado em 19 de Novembro de 2014. Arquivado do original em 29 de novembro de 2014

## Ligações Externas
Predefinição:Wrestle-1